# Liste der Monuments historiques in Les Lilas
Die Liste der Monuments historiques in Les Lilas führt die Monuments historiques in der französischen Gemeinde Les Lilas auf.

## Liste der Bauwerke
| Bezeichnung             | Beschreibung | Standort                          | Kennzeichnung | Schutzstatus | Datum | Bild           |
| ----------------------- | ------------ | --------------------------------- | ------------- | ------------ | ----- | -------------- |
| Théâtre du Garde-Chasse |              | 2, avenue Waldeck-Rousseau (Lage) | PA00079969    | Inscrit      | 1990  | weitere Bilder |

## Liste der Objekte
- Monuments historiques (Objekte) in Les Lilas in der Base Palissy des französischen Kultusministeriums